# Signalsystem M

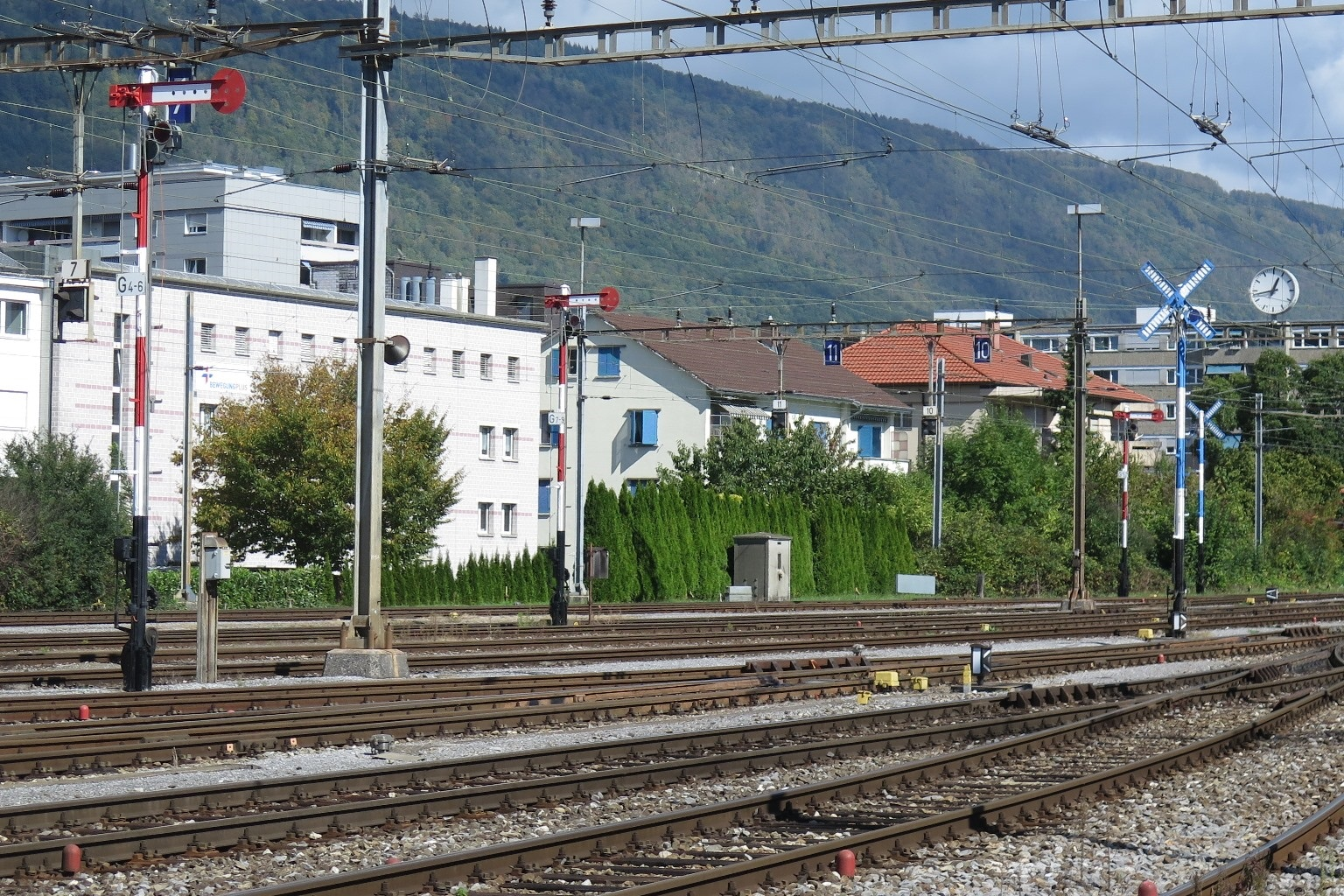
Formsignale im Rangierbahnhof Biel, 2015

Als Signalsystem M wird seit 1986 in Abgrenzung zu den neueren Signalsystemen L und N das mittlerweile ersetzte Schweizer Formsignalsystem bezeichnet.

## Bauarten

Bei beengten Platzverhältnissen kamen eigens dafür errichtete Signalbrücken zum Einsatz.

Das Signalsystem M war ein Hauptsignal-Vorsignal-System. Neben den häufig verwendeten Semaphoren, die wie in Deutschland und Österreich als Hauptsignale verwendet wurden, gab es auch Klappscheibensignale, die den Signalbegriff mit einer umklappbaren Scheibe mit weissem Strich von links unten nach rechts oben anzeigten. Sie wurden als Vorsignale verwendet, als Hauptsignale waren sie seltener. Klappscheibensignale wurden häufig als Durchfahrsignale verwendet.
Als weitere Signalvariante wurde die sogenannte Hippsche Wendescheibe verwendet, bei der die Scheibensignale nicht umgeklappt, sondern von der Stellung quer zur Fahrtrichtung in die Stellung längs zur Fahrtrichtung gedreht wurden.
Als Vorsignale waren Wendescheiben seltener.
Die zwei- und dreiflügeligen Semaphore reichten in grösseren Bahnhöfen nicht aus, um dem Lokomotivführer die genaue Gleisbezeichnung mitzuteilen. Sie unterscheiden in der Regel nur zwischen Fahrt über Weichen in gerader und ablenkender Stellung.. Chiasso, 1930

## Geschichte

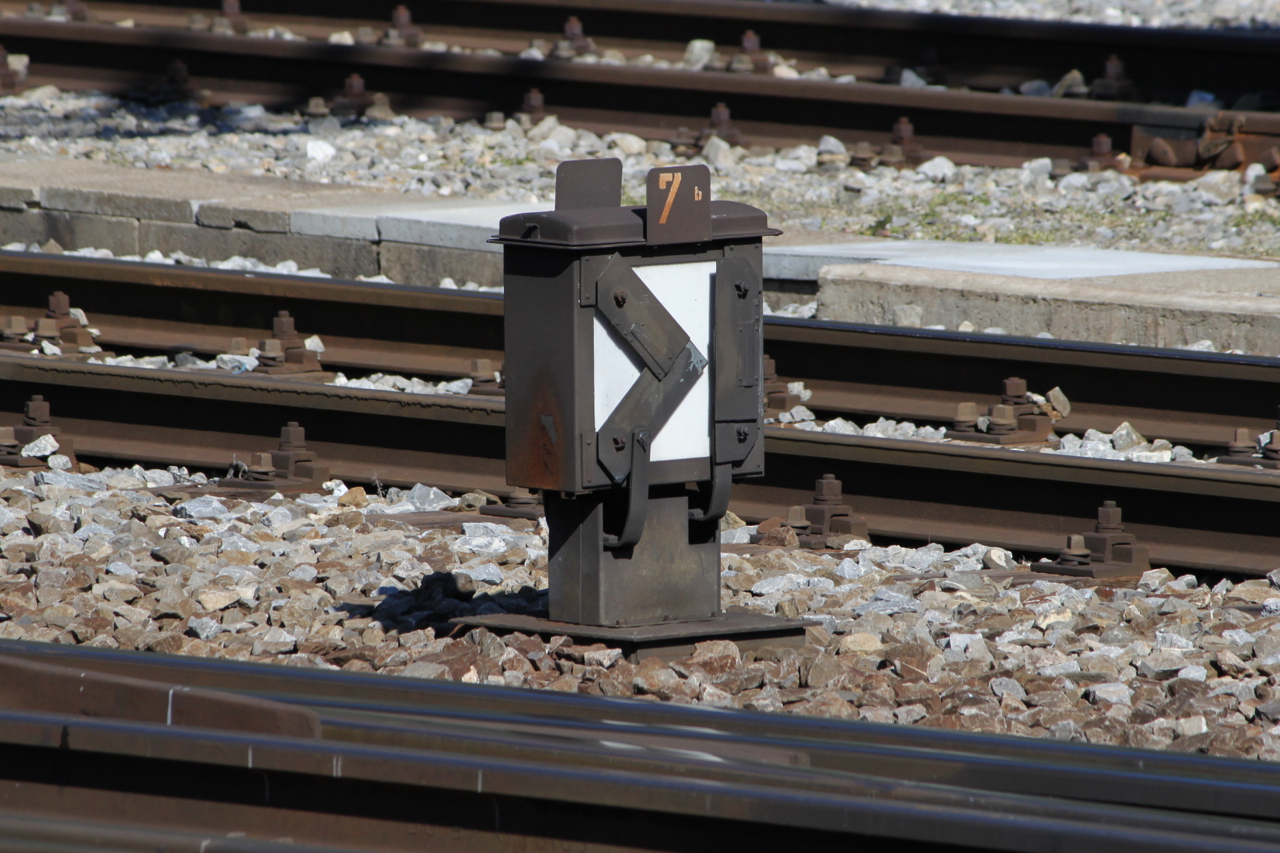
Das Weichensignal für doppelte Kreuzungsweichen wurde von der Bayerischen Staatsbahn übernommen.

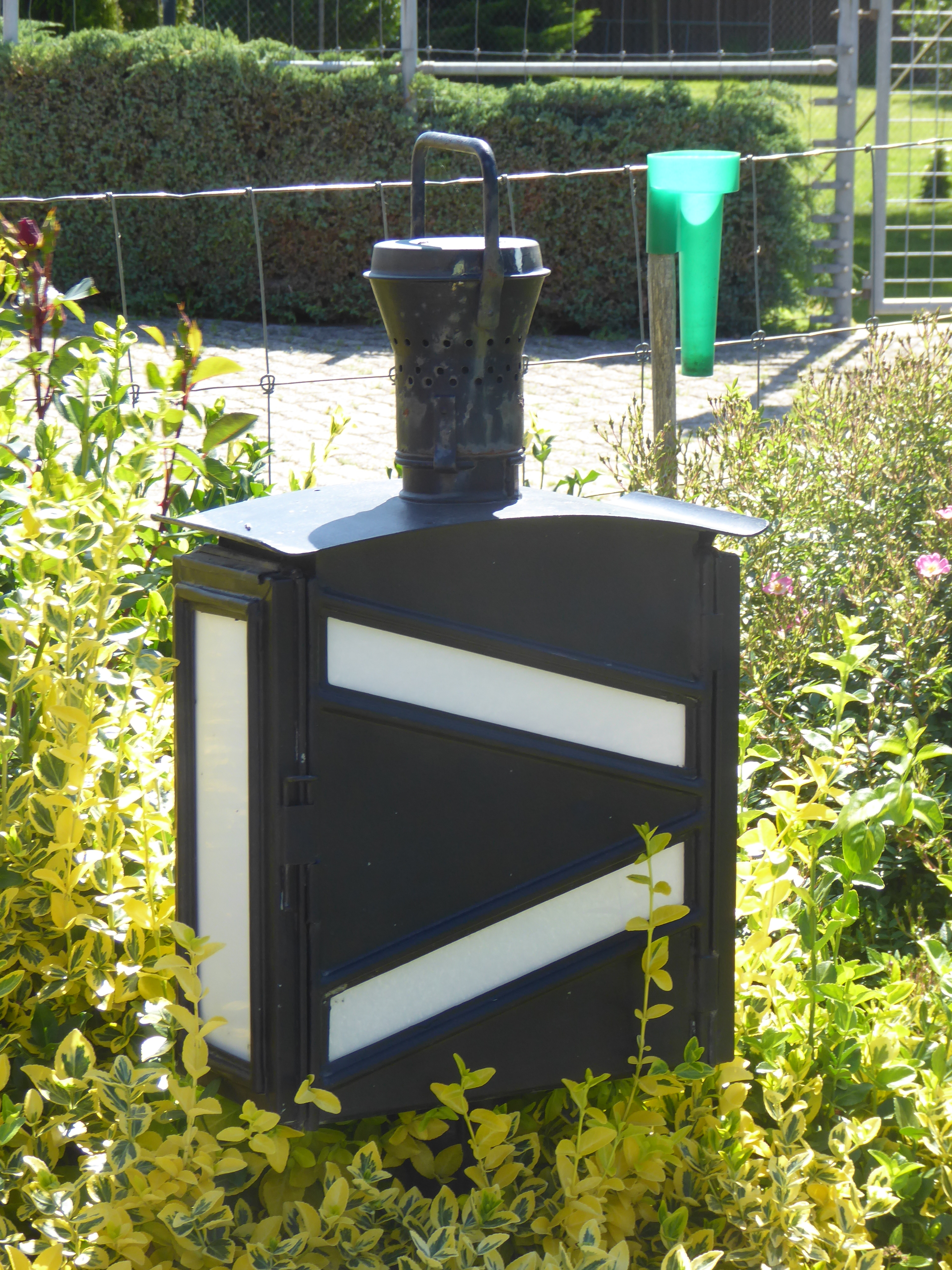
Ausgedientes Weichensignal Modell 1898/1899

Die ersten beweglichen Signale in der Schweiz sind die Weichensignale, die bereits 1847 von der «Spanisch-Brötli-Bahn» verwendet wurden. Zunächst entwickelte sich das Signalwesen  der einzelnen Bahngesellschaften unterschiedlich und die Form der Weichensignale war von Bahn zu Bahn verschieden. 1898/99 wurde die Weichenlaterne der Badischen Staatseisenbahnen zum einheitlichen Weichensignal für die Schweiz bestimmt. Anspruchsvoll war die Signalisierung doppelter Kreuzungsweichen. 1908 fand dazu das bayerische Weichensignal Eingang ins Schweizer Signalbuch.

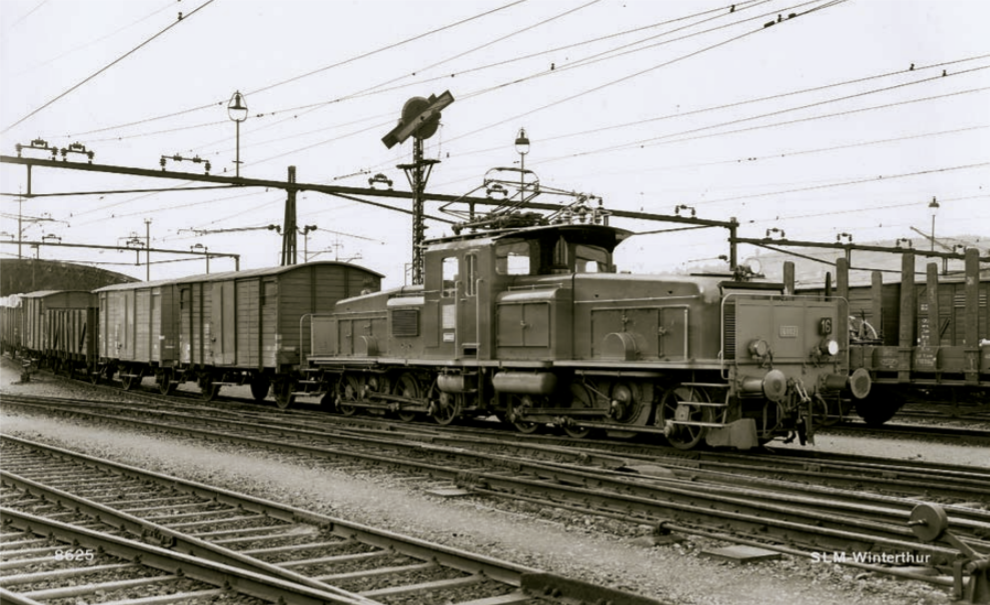
Eines der seltenen mechanischen Ablaufsignale, hier im Rangierbahnhof Zürich, davor eine Ee 6/6

Die Einfahrsignale von Stationen wurden damals als Abschlusssignale bezeichnet. Die ersten solcher Abschlusssignale der Schweizerischen Centralbahn (SCB) wurden 1859 in der Presse beschrieben. Allmählich erhielten immer mehr Stationen, auch anderer Bahnen, Abschlusssignale. Sie waren als Wendescheiben, teils nach dem System Hipp, konstruiert.
Als erste Schweizer Bahngesellschaft errichtete 1882 die Gotthardbahn (GB) Semaphore im grösseren Massstab. Die Signalvorschriften von 1886 zeigen das Flügelsignal als Abschlusssignal gleichberechtigt neben den Wendescheiben
und erwähnten erstmals die Vorsignale.
1894 verfügten erst wenige Bahnhöfe und Stationen über Ausfahrsignale.
1905 einigte man sich auf die Einführung von Durchfahrsignalen. Sie orientieren den Lokomotivführer bereits bei der Stationseinfahrt, ob das Ausfahrsignal geöffnet ist. Durchfahrsignale sind Scheibensignale wie die Einfahrvorsignale. Sie verflüssigten den Betriebsablauf und brachten den Schnellzügen entsprechende Fahrzeitgewinne.
Als erste Rangiersignale wurden Korbsignale verwendet. Sie schützen Linienzüge vor Flankenfahrten von Rangierkompositionen. Ab 1887 verwendete die Suisse-Occidentale (SO) in Lausanne runde, gelb bemalte Wendescheiben als Rangiersignale. Die Nordostbahn (NOB) benutzte weiss und blau bemalte Klappscheiben, die GB in Chiasso Hippsche Wendescheiben und die SCB in Bern Semaphore. In Basel verwendete die SCB ein 1891 von Siemens & Halske geliefertes Kreuzsignal, wie es sich später in der ganzen Schweiz durchsetzte. 1899 finden das Klappscheibensignal der NOB und das Kreuzsignal von Siemens & Halske Eingang im Signalreglement. Das Signalreglement von 1982 bezeichnete das Rangiersignal als Räumungssignal.
| Stellung | Hauptsignal zeigt Halt                         | Hauptsignal zeigt Halt                          | Hauptsignal zeigt freie Fahrt | Hauptsignal zeigt freie Fahrt               |
| Stellung | bei Tag                                        | bei Nacht                                       | bei Tag                       | bei Nacht                                   |
| -------- | ---------------------------------------------- | ----------------------------------------------- | ----------------------------- | ------------------------------------------- |
| bis 1935 | grüne Scheibe mit weissem Schrägstrich         | zwei grüne Lichter waagrecht nebeneinander      | Schmalseite der Scheibe       | zwei weisse Lichter waagrecht nebeneinander |
| ab 1935  | orangefarbige Scheibe mit weissem Schrägstrich | zwei brandgelbe Lichter waagrecht nebeneinander | Schmalseite der Scheibe       | zwei grüne Lichter waagrecht nebeneinander  |

### Änderung der Signalfarben
Als Signalfarben wurden ursprünglich nur rot (Halt), grün (Vorsicht) und weiss (freie Fahrt) verwendet. Allerdings wurde beim Hauptsignal von diesem Grundsatz abgewichen, wo seit 1886 Grün für den Fahrbegriff bei Nacht verwendet wurde. Bei Vorsignalen stand Grün dagegen weiterhin für Vorsicht. Diese Inkonsequenz nahm man in Kauf, um die Probleme mit weissem Licht als Fahrbegriff zu vermeiden. Der Bruch des roten Farbglases oder bahnfremde Lichter konnten einen Fahrbegriff vortäuschen.
Am 31. Januar 1935 wurden schliesslich alle grünen Farbgläser an Vor- und Durchfahrsignalen durch orangefarbene Filter ersetzt. Bis zum Oktober 1936 wurden dann die grünen Signalscheiben auf Orange umgefärbt und grüne Gläser für die Fahrstellung nachgerüstet.

## Signalbilder

### Scheibensignale
| Stellung      | Vorsignal                                                     | Vorsignal                                                      | Hauptsignal                           | Hauptsignal      |
| Stellung      | bei Tag                                                       | bei Nacht                                                      | bei Tag                               | bei Nacht        |
| ------------- | ------------------------------------------------------------- | -------------------------------------------------------------- | ------------------------------------- | ---------------- |
| Warnung/ Halt | orangefarbige (früher grüne) Scheibe mit weissem Schrägstrich | zwei brandgelbe (früher grüne) Lichter waagrecht nebeneinander | rote Scheibe mit weissem Schrägstrich | ein rotes Licht  |
| Fahrt         | Schmalseite der Scheibe                                       | zwei grüne (früher weisse) Lichter waagrecht nebeneinander     | Schmalseite der Scheibe               | ein grünes Licht |

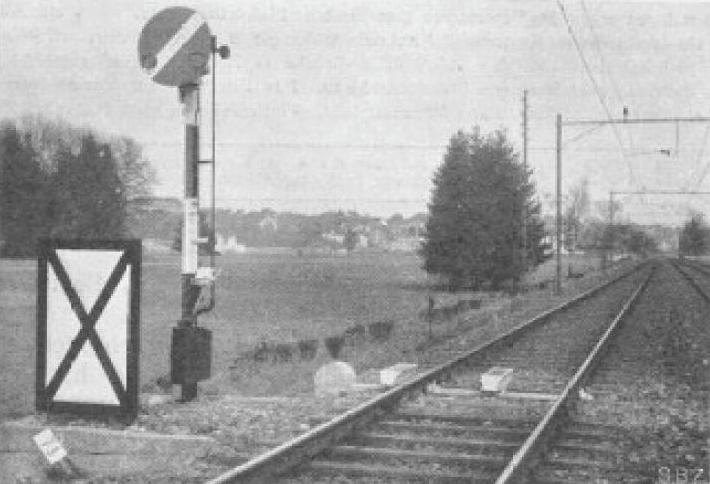
Kklappscheiben-Vorsignal mit einer Vorsignaltafel in den 1930er Jahren. Solche Vorsignaltafeln nach deutschem Vorbild wurden im Schweizer Eisenbahnjargon als Trauerbrief bezeichnet.

Der Nachteil dieser Signale war, dass sie in geöffneter Stellung schwer erkennbar waren und keine Fahrt über ablenkende Weichen anzeigen konnten.
Die Vorsignale links werden in der ab 1935/36 gültigen Farbgebung gezeigt.

### Semaphore

Zweiflügliger Semaphor in den drei verschiedenen Stellungen

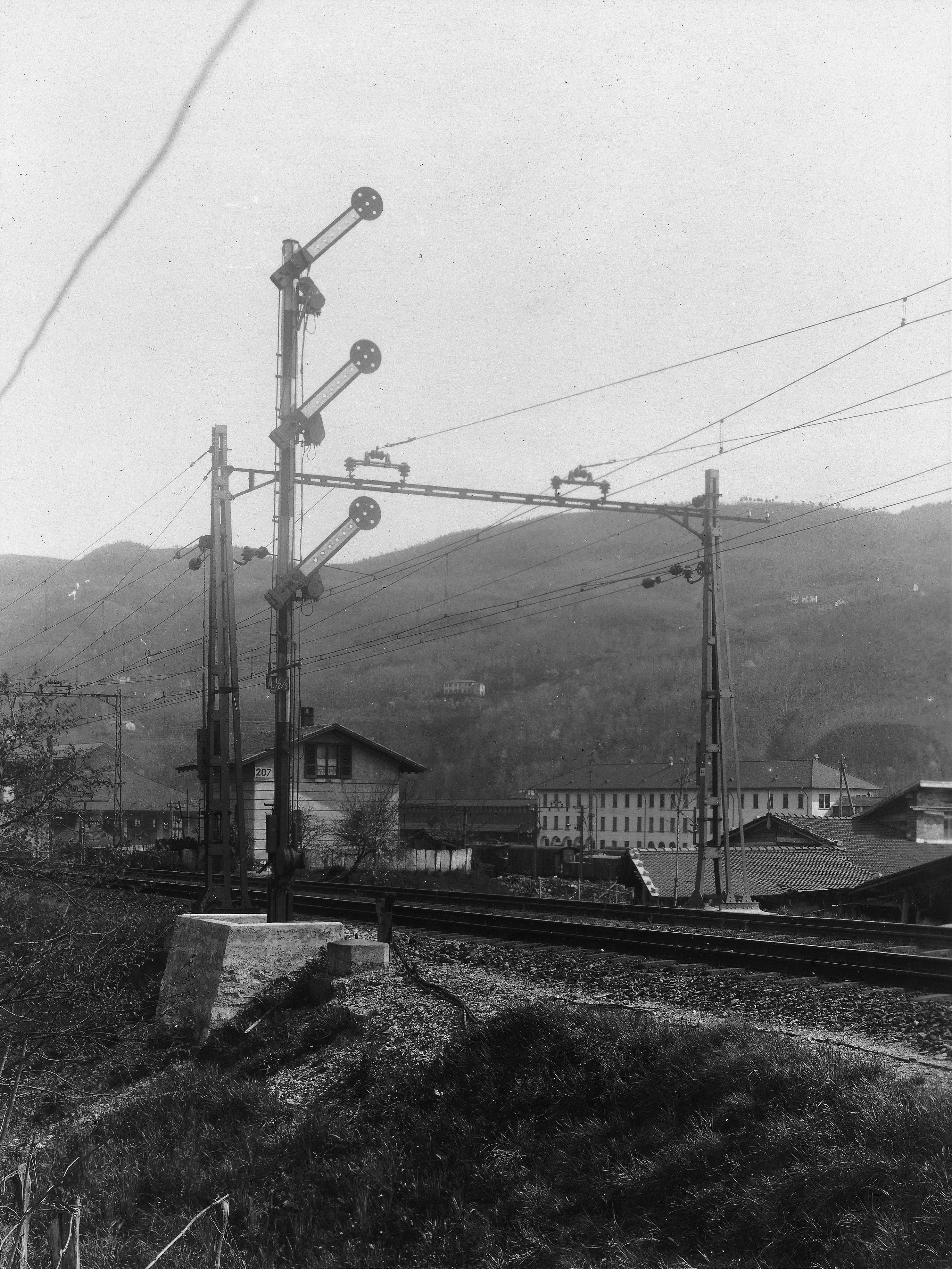
Dreiflügliger Semaphor in Chiasso, 1930

Die dreiflügeligen Semaphore wurden nie in den Signalreglementen erwähnt, sondern waren Gegenstand besonderer örtlicher Regeln. Trotzdem erfreuten sie sich bis nach dem Ersten Weltkrieg einiger Beliebtheit.
| Stellung                                       | einflügeliges Signal         | einflügeliges Signal | zweiflügeliges Signal                                                   | zweiflügeliges Signal                                                  | dreiflügeliges Signal                                                             | dreiflügeliges Signal                                                         |
| Stellung                                       | bei Tag                      | bei Nacht            | bei Tag                                                                 | bei Nacht                                                              | bei Tag                                                                           | bei Nacht                                                                     |
| ---------------------------------------------- | ---------------------------- | -------------------- | ----------------------------------------------------------------------- | ---------------------------------------------------------------------- | --------------------------------------------------------------------------------- | ----------------------------------------------------------------------------- |
| Halt                                           | Flügel waagrecht nach rechts | ein rotes Licht      | oberster Flügel waagrecht nach rechts, zweiter Flügel senkrecht am Mast | ein rotes Licht                                                        | oberster Flügel waagrecht nach rechts, übrige Flügel senkrecht am Mast            | ein rotes Licht                                                               |
| Fahrt (über Weichen in gerader Stellung)       | Flügel 45° nach oben rechts  | ein grünes Licht     | oberster Flügel 45° nach oben rechts, zweiter Flügel senkrecht am Mast  | ein grünes Licht                                                       | oberster Flügel 45° nach oben rechts, übrige Flügel senkrecht am Mast             | ein grünes Licht                                                              |
| Fahrt über ablenkende Weichen (40 km/h)        |                              |                      | beide Flügel 45° nach oben rechts                                       | grünes über brandgelbem Licht (früher zwei grüne Lichter übereinander) | die beiden oberen Flügel 45° nach oben rechts, unterster Flügel senkrecht am Mast | grünes über brandgelbem Licht (früher zwei grüne Lichter übereinander)        |
| Fahrt über andere ablenkende Weichen (40 km/h) |                              |                      |                                                                         |                                                                        | drei Flügel 45° nach oben rechts                                                  | grünes, brandgelbes und grünes Licht (früher drei grüne Lichter übereinander) |

### Durchfahrsignale
Durchfahrsignale standen bei den Einfahrsignalen. Sie ähnelten Vorsignalen, wurden aber nur dann in die Freistellung gebracht, wenn das Ausfahrsignal Frei zeigte und ausschliesslich Weichen in gerader Stellung zu befahren waren. In allen übrigen Fällen blieb das Durchfahrsignal in der Warnstellung.
Einflüglige Semaphore zusammen mit Durchfahrsignalen kamen vor allem dort vor, wo ablenkende Durchfahrten gar nicht möglich waren.
Die Durchfahrsignale werden hier in der ab 1935/36 gültigen Farbgebung gezeigt:
| Stellung Ausfahrsignal                     | Halt oder Ausfahrt über ablenkende Weichen | Halt oder Ausfahrt über ablenkende Weichen | Ausfahrt über Weichen in gerader Stellung | Ausfahrt über Weichen in gerader Stellung |
| Stellung Einfahrsignal                     | bei Tag                                    | bei Nacht                                  | bei Tag                                   | bei Nacht                                 |
| Halt                                       |                                            |                                            |                                           |                                           |
| Einfahrt über Weichen in gerader Stellung  |                                            |                                            |                                           |                                           |
| Einfahrt über ablenkende Weichen (40 km/h) |                                            |                                            |                                           |                                           |

### Hippsche Wendescheiben
| Stellung      | Vorsignal                                                     | Vorsignal                                                      | Hauptsignal                           | Hauptsignal      |
| Stellung      | bei Tag                                                       | bei Nacht                                                      | bei Tag                               | bei Nacht        |
| ------------- | ------------------------------------------------------------- | -------------------------------------------------------------- | ------------------------------------- | ---------------- |
| Warnung/ Halt | orangefarbige (früher grüne) Scheibe mit weissem Schrägstrich | zwei brandgelbe (früher grüne) Lichter waagrecht nebeneinander | rote Scheibe mit weissem Schrägstrich | ein rotes Licht  |
| Fahrt         | Schmalseite der Scheibe                                       | zwei grüne (früher weisse) Lichter waagrecht nebeneinander     | Schmalseite der Scheibe               | ein grünes Licht |

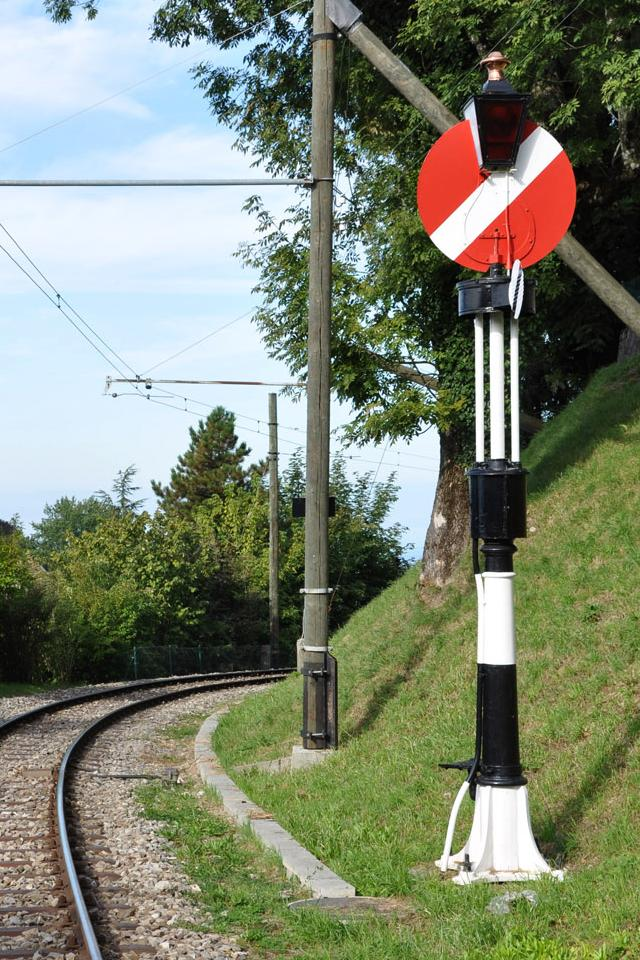
Hippsche Wendescheibe bei der Museumsbahn Blonay–Chamby

Hippsche Wendescheiben wurden über ein Gewicht im Signalmast angetrieben, welches nach ca. 200 Scheibenumdrehungen wieder aufgezogen werden musste. Das Signal wurde mit Strom aus einer Batterie elektromagnetisch ausgelöst und arbeitete bei Sturm und im Winter zuverlässiger als mit Drahtzügen gestellte Wendescheiben.
Bei den niedrigen Geschwindigkeiten früher konnte bei guter Sichtbarkeit des Hauptsignals auf das Vorsignal verzichtet werden. Obwohl seit 1916 die Wendescheiben nicht mehr im Signalreglement enthalten sind,
standen bei einigen Strecken der  Rhätischen Bahn bis in die 1980er Jahre Wendescheiben ohne Vorsignale.

## Rangiersignale
| Stellung            | bei Tag | bei Nacht |
| ------------------- | ------- | --------- |
| Rangieren verboten  |         |           |
| Rangieren gestattet |         |           |

Kreuzsignal in den Stellungen Rangieren verboten und erlaubt

Rangiersignale verbieten oder gestatten das Rangieren in einer von Fall zu Fall bestimmten Umgebung des Signals. Sie sichern so Züge gegen Rangierfahrten. Am bekanntesten sind die Kreuzsignale, es wurden aber auch Klappscheibensignale verwendet. Nachts zeigten die Rangiersignale für Verbot ein violettes Licht.

## Bilder

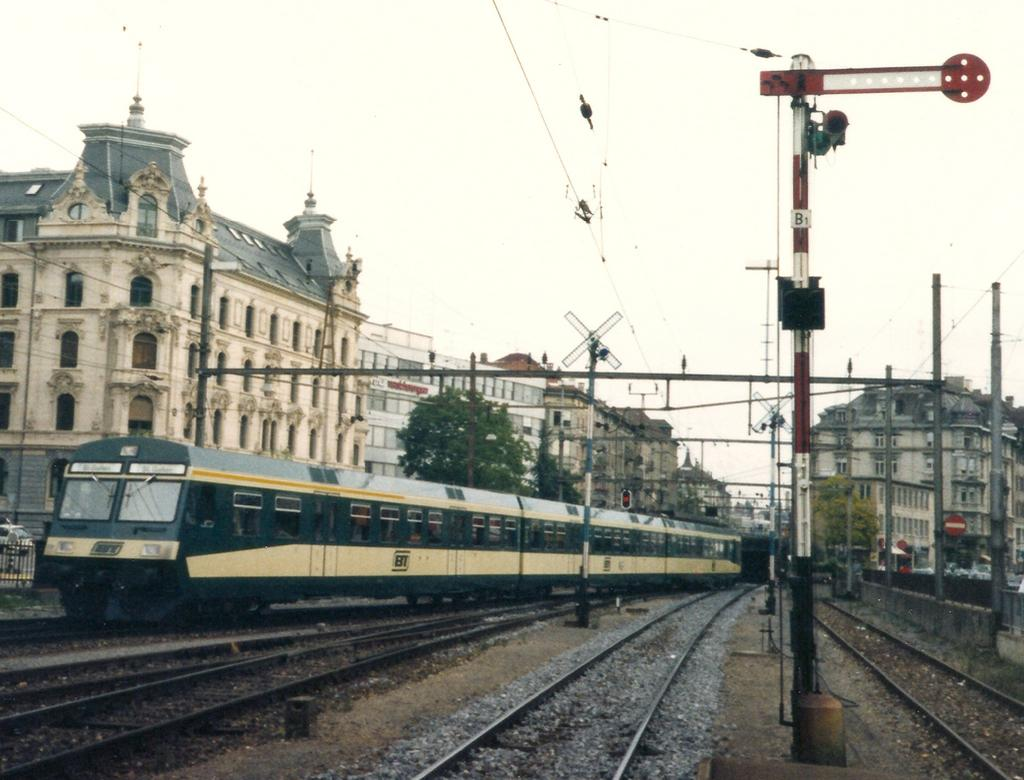
Semaphor und Rangiersignal in St. Gallen, 1988
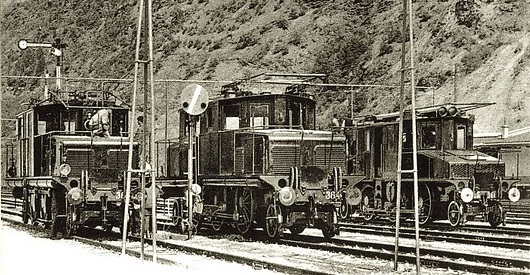
Semaphor und Klappscheibensignal, Brig, 1906
Rückseite Klappscheibe
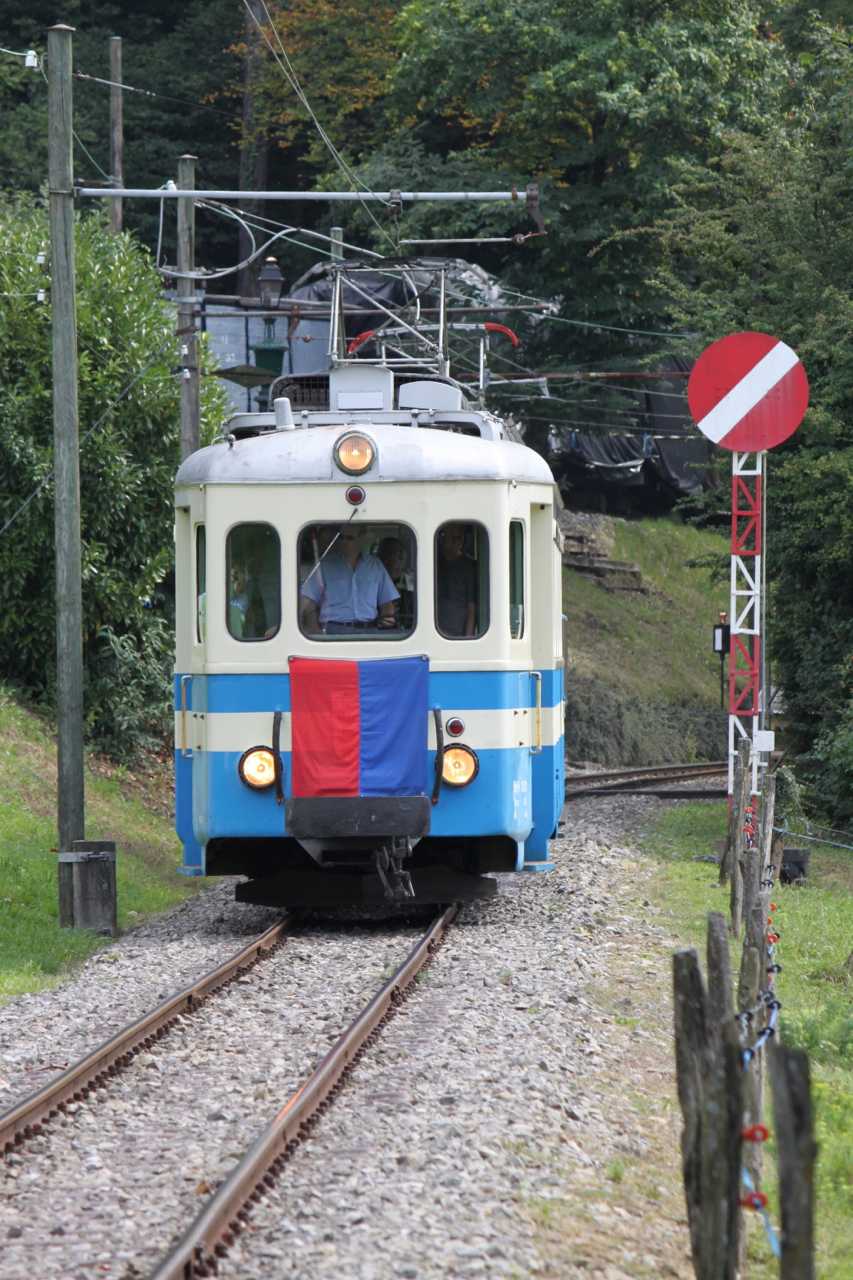
Klappscheibe ohne Beleuchtung
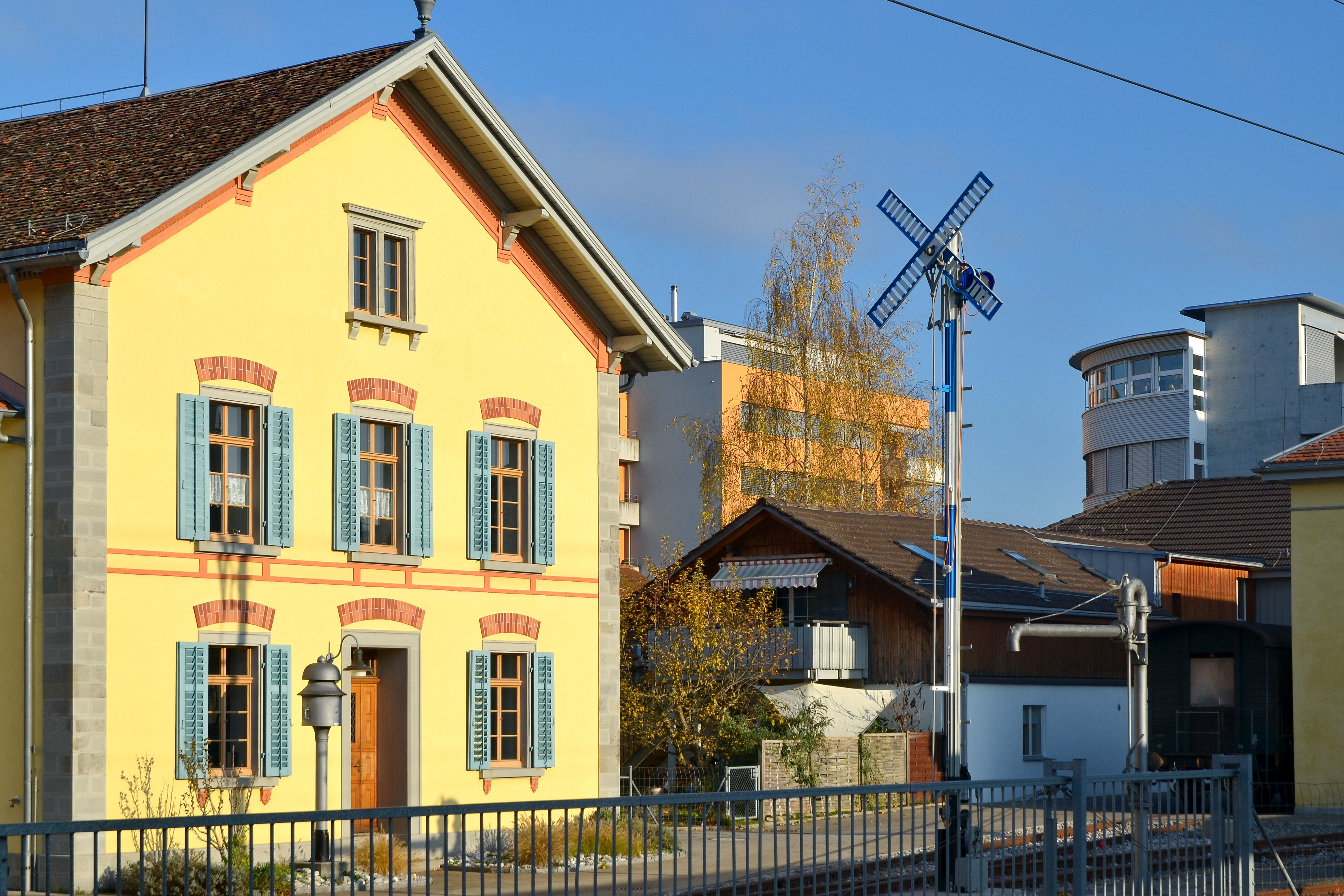
Rangiersignal in Uster